# Catriel Muriel
Catriel Pehuén Muriel (ur. 10 stycznia 1993) – argentyński zapaśnik walczący w stylu wolnym. Zajął ósme miejsce na mistrzostwach świata w 2018 roku. 
Brązowy medalista igrzysk panamerykańskich w 2023, a także mistrzostw panamerykańskich w 2018, 2021, 2022 i 2023. Wicemistrz igrzysk Ameryki Południowej w 2018 i 2022. Mistrz Ameryki Południowej w 2015 i 2017, a drugi w 2016. Jedenasty w indywidualnym Pucharze Świata w 2020 roku.